# Coletivo Mbyá-Guarani de Cinema
O Coletivo Mbyá-Guarani de Cinema (também conhecido como Coletivo de Cinema Guarani) é um coletivo de produção de vídeo e artes visuais brasileiro, focado na cultura guarani. Foi fundado em 2007 por Patrícia Ferreira Pará Yxapy. O coletivo produz e divulga trabalhos em nível nacional e internacional.
Nos últimos 15 anos, o Coletivo Mbyá-Guarani de Cinema, juntamente com Patrícia Ferreira Pará Yxapy e a ONG Video nas Aldeias (VIV), criaram inúmeras obras que foram apresentadas internacionalmente. O coletivo participou de festivais em todo o mundo, como o Berlinale Berlin, e em conferências como a Envolvimento dos Povos Indígenas com a Mídia Digital e Eletrônica, em Nashville, no Tennessee.
O Coletivo Mbyá-Guarani de Cinema vê o processo de produção de filmes como holístico, interconectado à comunidade, à natureza e ao cosmos. Nesse caso, os cineastas indígenas não estão filmando um assunto fora de si; ao contrário, eles estão trabalhando e criando dentro de um entendimento coletivo, interdependente e interconectado de sua ordem mundial, posicionando a tecnologia de vídeo como imersa em seu ecossistema.

## Filmografia
- Bicicletas de Nhanderu (Bicicletas de Nhanderu) 2011, 45 min.[10]
- Desterro Guarani (Guarani Exile) 2011, 38 min.
- Tava: Um Casa de Pedra (tava: The Stone House), 2012, 78 min.
- Mbya-Mirim, 2013, 22 min.[11]
- No caminho com Mario (a caminho de Mario) 2014, 20 min.
- Carta de uma mulher guarani em busca da terra sem o mal[1]